# Lloyd Blankfein
Lloyd Craig Blankfein, född 20 september 1954, är en amerikansk företagsledare som har varit vd
och styrelseordförande för det amerikanska investmentbolaget The Goldman Sachs Group, Inc. till och med oktober 2018. År 2006 efterträdde han Henry Paulson, som av USA:s dåvarande president George W. Bush utsågs till ny finansminister.

## Bakgrund
1975 avlade Blankfein kandidatexamen vid Harvard College och tre år senare juristexamen vid Harvard Law School.

## Arbetslivet
Blankfein började sin karriär hos en av de större amerikanska advokatbyråerna Donovan, Leisure, Newton & Irvine som bolagsjurist med skattefrågor som sin specialitet. 1981 bytte Blankfein jobb och började hos J. Aron & Co. som var Goldman Sachs bolag som handlade med råvaror. Fram till 2002 arbetade han upp sig inom hierarkin och var stationerad både i New York och i London för Goldman Sachs räkning. Blankfein utsågs till ny vice styrelseordförande i april 2002 och i januari 2004 lämnade han posten för att bli president och COO, där han blev kvar till juni 2006 när han blev utsedd till att efterträda den dåvarande styrelseordföranden tillika vd:n Henry M. Paulson, Jr. efter att Paulson blev nominerad att bli USA:s finansminister av den dåvarande amerikanska presidenten George W. Bush, att i sin tur efterträda John W. Snow som avgick samma månad.

## Privatlivet
Blankfein är demokrat och donator till partiet, där han 2007 donerade 4 600 $ till den demokratiska politikern Hillary Rodham Clinton och hennes valkampanj för att bli demokratiska partiets presidentkandidat i primärvalet samma år. Han skänkte också 5 000 $ till Goldman Sachs insamlingsaktion där anställda och deras anhöriga lyckades samla in nästan 1 miljon $ till Barack Obama:s presidentvalskampanj. Blankfein har mellan 1989 och 2009 donerat totalt 210 890 $ till den politiska världen med en fördelning på 48 590 $ till demokraterna, 7 800 $ till republikanerna och 154 500 $ till olika intressen.

## Kompensation
| År   | Lön ($) | Bonus ($)  | Aktiepost ($) | Övrigt ($) | Totalt ($)  | Aktieinnehav1 | Aktievärde ($ mn) | Källa  |
| ---- | ------- | ---------- | ------------- | ---------- | ----------- | ------------- | ----------------- | ------ |
| 2006 | 600 000 | 27 240 000 | N/A           | 9 200 000  | 37 050 000  | 0,49 %        | 414,5             | [ 7 ]  |
| 2007 | 600 000 | 26 990 000 | N/A           | 46 140 000 | 73 720 000  | 0,57 %        | 382,4             | [ 8 ]  |
| 2008 | 600 000 | N/A        | N/A           | 25 240 000 | 25 840 000  | 0,48 %        | 273,0             | [ 9 ]  |
| 2009 | 600 000 | N/A        | N/A           | 530 000    | 1 130 000   | 0,42 %        | 396,9             | [ 10 ] |
| 2010 | 600 000 | N/A        | N/A           | 530 000    | 1 130 000   | 0,41 %        | 337,0             | [ 11 ] |
| 2011 | 600 000 | 5 400 000  | 6 020 000     | 9 720 000  | 21 740 000  | 0,43%         | 256,3             | [ 12 ] |
|      |         |            |               |            | 160 610 000 |               |                   |        |

1 = Aktieinnehav i The Goldman Sachs Group, Inc.